# Паяноу, Деспина
Деспина Паяноу (греч. Despina Pajanou, родилась 9 декабря 1958 года, Салоники, Греция) — немецкая актриса греческого происхождения.

## Биография
Деспина Паяноу родилась в Греции, но сразу же после её рождения семья переехала в Штутгарт.
Сыграла первую роль на телевидении в 1976 году. В 1980—1983 годах в основном играла роли в театрах Франкфурта и Бонна.
До настоящего времени снимается в кино и телесериалах. Проживает в Германии.

## Актёрские работы

### В кино и на телевидении
- 1976 — Die Fastnachtsbeichte — Viola
- 1982 — Arpa colla — Soula
- 1983 — Zuckerhut — Marie
- 1986 — С моими горячими слезами
- 1987 — Гамбит — Billie Seeger
- 1987 — Der Unsichtbare — Donatella
- 1987 — Анна (телесериал) — Тина
- 1988 — Анна (фильм) — Тина
- 1989 — Beim nächsten Mann wird alles anders — Julia
- 1991 — Von Gewalt keine Rede — Betty Götz
- 1993 — Tisch und Bett — Edda Kreutzer
- 1993 — Eine Mörderin — Gabi Fendt
- 1994—2007 — Doppelter Einsatz — Sabrina Nikolaidou
- 2002 — So schnell Du kannst — Dr. Müller
- 2004 — SOKO 5113 — Эрика Шлоссер
- 2006 — Bach & Bouzouki — Eleni
- 2009 — SOKO 5113 — Майя Ланге
- 2009 — SOKO Kitzbühel — Марга Корте